# Zingiber atrorubens
Zingiber atrorubens är en enhjärtbladig växtart som beskrevs av François Gagnepain. Zingiber atrorubens ingår i släktet Zingiber och familjen Zingiberaceae. Inga underarter finns listade i Catalogue of Life.